# São Nicolau (Lisboa)
São Nicolau é uma parte da cidade e antiga freguesia portuguesa do concelho de Lisboa, com 0,26 km² de área e 1 231 habitantes (2011). Densidade: 4 734,6 hab/km².
Era uma das 20 freguesias de Portugal com menor extensão territorial, ocupando o centro da Baixa de Lisboa.
Como consequência de uma reorganização administrativa, oficializada a 8 de novembro de 2012 e que entrou em vigor após as eleições autárquicas de 2013, foi determinada a extinção da freguesia, passando o seu território a integrar a nova freguesia de Santa Maria Maior.

## População
★ No censo de 1864 pertencia ao Bairro do Rossio. Os seus limites foram fixados pelo decreto-lei nº 42.142, de 07/02/1959

| Nº de habitantes | Nº de habitantes | Nº de habitantes | Nº de habitantes | Nº de habitantes | Nº de habitantes | Nº de habitantes | Nº de habitantes | Nº de habitantes | Nº de habitantes | Nº de habitantes | Nº de habitantes | Nº de habitantes | Nº de habitantes | Nº de habitantes | Nº de habitantes |
| ---------------- | ---------------- | ---------------- | ---------------- | ---------------- | ---------------- | ---------------- | ---------------- | ---------------- | ---------------- | ---------------- | ---------------- | ---------------- | ---------------- | ---------------- | ---------------- |
| 1864             | 1878             | 1890             | 1900             | 1911             | 1920             | 1930             | 1940             | 1950             | 1960             | 1970             | 1981             | 1991             | 2001             | 2011             |                  |
| 9903             | 8771             | 9153             | 8831             | 10428            | 6298             | 8305             | 5690             | 4244             | 3961             | 2331             | 2535             | 1448             | 1175             | 1231             |                  |
|                  | -11%             | +4%              | -4%              | +18%             | -40%             | +32%             | -31%             | -25%             | -7%              | -41%             | +9%              | -43%             | -19%             | +5%              |                  |

|     | 0-14 anos | 15-24 anos | 25-64 anos | 65 e + anos |
| Hab | 80 \| 86  | 123 \| 106 | 590 \| 802 | 382 \| 237  |
| Var | +8%       | -14%       | +36%       | -38%        |

## Património
- Elevador do Carmo ou Elevador de Santa Justa
- Pelourinho de Lisboa
- Antigo Convento de Corpus Christi
- Igreja de São Nicolau
- Igreja de Nossa Senhora da Vitória
- Igreja de Nossa Senhora da Oliveirinha ou de Nossa Senhora da Oliveira

## Arruamentos
A freguesia de São Nicolau continha 28 arruamentos. Eram eles:
| - Avenida da Ribeira das Naus - Escadinhas do Santo Espírito da Pedreira - Largo de São Julião - Praça D. Pedro IV (Rossio) - Praça da Figueira - Praça do Comércio (Terreiro do Paço) - Rua Augusta - Rua Áurea (Rua do Ouro) - Rua da Assunção - Rua da Betesga - Rua da Conceição - Rua da Madalena - Rua da Prata - Rua da Vitória | - Rua de Santa Justa - Rua de São Julião - Rua de São Nicolau - Rua do Arsenal - Rua do Carmo - Rua do Comércio - Rua do Crucifixo - Rua dos Condes de Monsanto - Rua dos Correeiros - Rua dos Douradores - Rua dos Fanqueiros - Rua dos Sapateiros - Rua Henriques Nogueira - Rua Nova do Almada |